# آنا ریسی
آنا ریسی (به انگلیسی: Anna Risi؛ ۱۸۳۵–۱۸۸۰)، ملقب به نانا، یک مدل نقاشی محبوب ایتالیایی بود. او معشوقه آنزلم فویرباخ بود. فویرباخ زیبایی او را چنان تحسین می‌کرد که حداقل بیست بار او را نقاشی کرد.

## نگارخانه

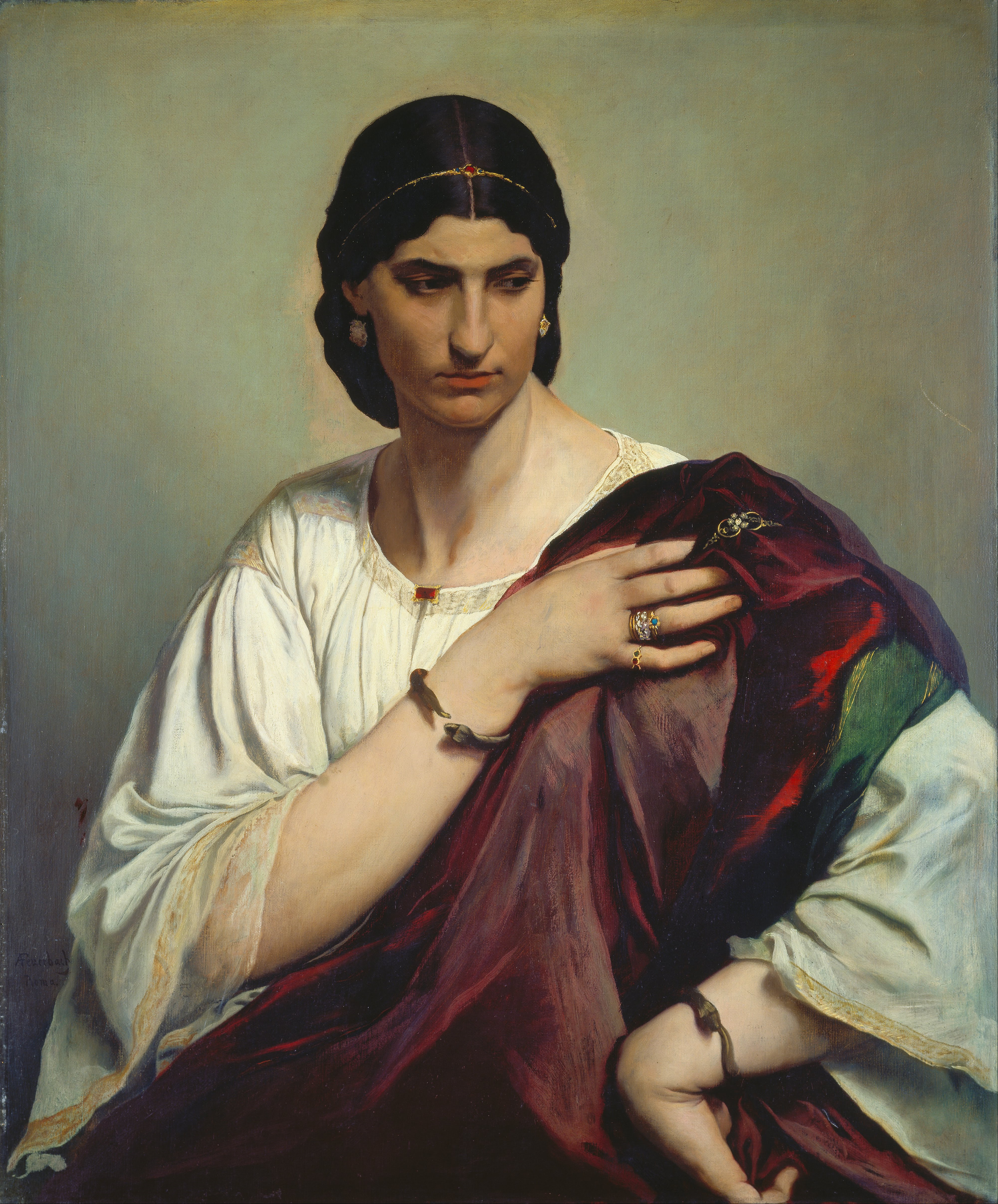
ریسی در نقش ویپسانیا آگریپینا در نقاشی یک زن رومی اثر فویرباخ
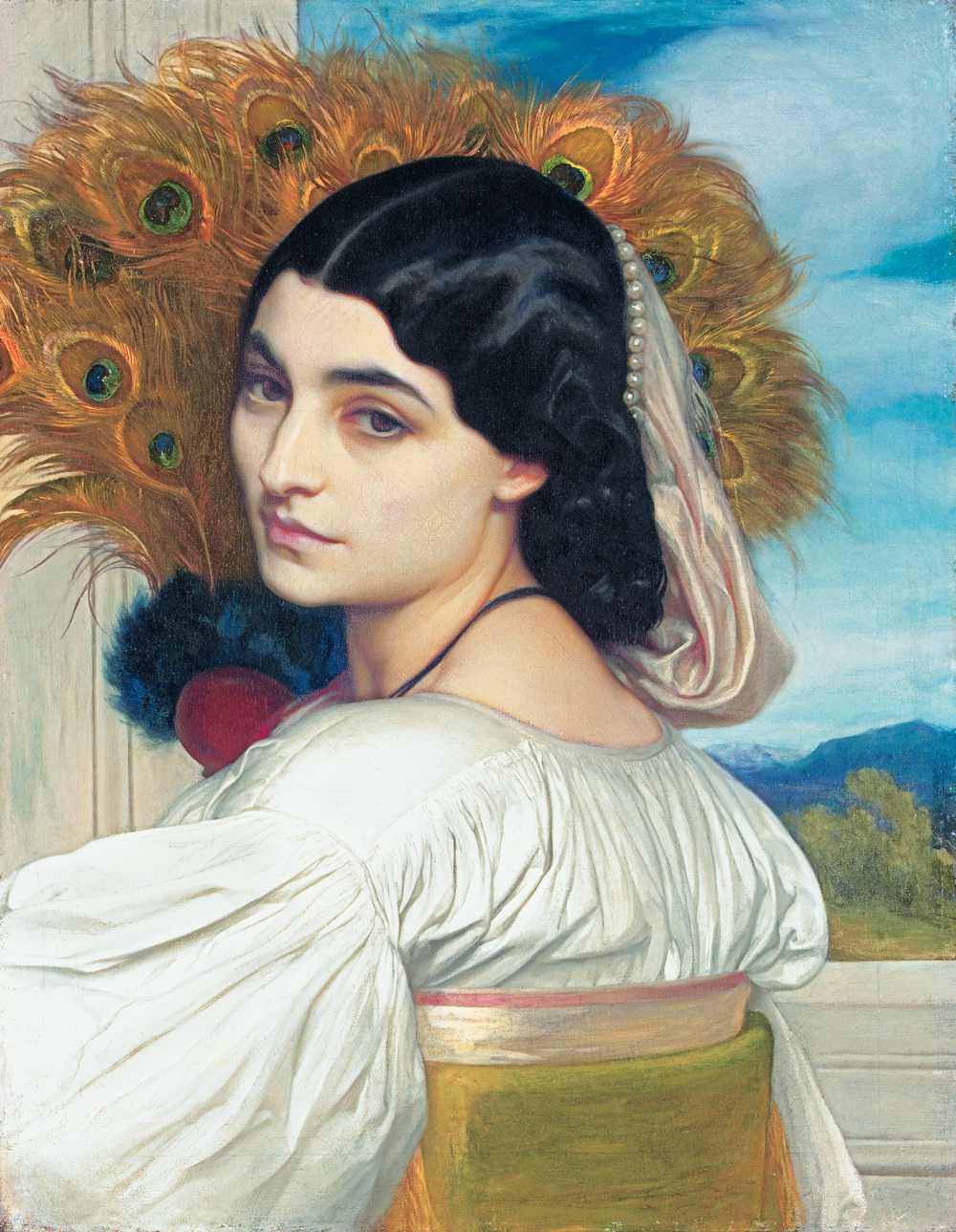
ریسی در نقش پاونیا در نقاشی پاونیا اثر لیتون
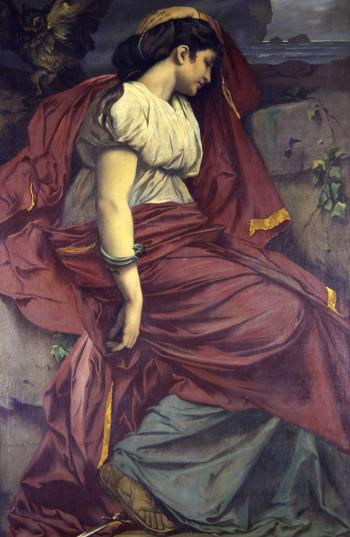
ریسی در نقش مده‌آ اثر فویرباخ